# توما كاراجيو
توما كاراجيو (بالرومانية: Toma Caragiu)‏ (21 أغسطس 1925-4 مارس 1977) هو ممثل روماني.

## روابط خارجية
- توما كاراجيو على موقع IMDb (الإنجليزية)
- توما كاراجيو على موقع قاعدة بيانات الفيلم (الإنجليزية)